# Bahnhof Staudernheim
Der Bahnhof Staudernheim ist ein Durchgangsbahnhof bei Streckenkilometer 35,3 der Nahetalbahn Bingen–Saarbrücken im Landkreis Bad Kreuznach in Rheinland-Pfalz. Er wurde mit dieser Bahn am 15. Dezember 1859 in Betrieb genommen und war die erste Bahnstation in der bis 1866 existierenden Landgrafschaft Hessen-Homburg. Der Bahnhof liegt im Verbundgebiet des Rhein-Nahe-Nahverkehrsverbundes (RNN) in der Tarifzone 420. Seine Anschrift lautet Bahnhofstraße 1.

## Lage
Örtliche Lage
Der Bahnhof befindet sich unweit des linken Ufers der Nahe; sowohl nördlich als auch südlich von ihm erstrecken sich Wohngebiete. Er verfügt zudem über einen barrierefreien Zugang.
Bahnstrecken
Die Nahetalbahn verläuft im Gemeindebereich in Ost-West-Richtung annähernd parallel zum namensgebenden Fluss auf dessen orografisch linker Seite. Aus Richtung Süden kommt die seit 1996 stillgelegte Glantalbahn, die zunächst in einem weiten Bogen den Disibodenberg umfährt und anschließend kurz vor dem Bahnhof in die Nahestrecke mündet.

## Geschichte

### Von der Planung der Rhein-Nahebahn zum Eisenbahnanschluss Staudernheims
Obwohl erste Bestrebungen, eine Bahnstrecke entlang der Nahe zu bauen, bis ins Jahr 1839 zurückgehen, war der Bahnanschluss Staudernheims unsicher. Streitigkeiten zwischen Preußen und dem Großherzogtum Oldenburg über die Linienführung verhinderten jedoch zunächst die Realisierung einer solchen. Während Preußen die Streckenführung unmittelbar entlang der Nahe haben sollte, verfocht Oldenburg die Anbindung der in einem Seitental liegenden Stadt Birkenfeld, die zugleich die Hauptstadt seiner gleichnamigen Exklave war. 1856 gab es vonseiten der damals zu Bayern gehörenden Pfalz Initiativen, die geplante Bahnlinie bei Boos aus dem Nahetal herauszuführen, um anschließend bis Altenglan entlang des Glan über Kusel und von dort aus nach St. Wendel beziehungsweise entlang der Oster bis nach Neunkirchen verlaufen zu lassen. Die Argumentation dieser dritten Variante baute darauf auf, dass sie kürzer und billiger wäre als eine Linienführung entlang der gesamten Nahe. Aus taktischen Gründen verhielt sich Preußen zunächst aufgeschlossen gegenüber diesen Plänen, was dazu führte, dass Oldenburg klein bei gab und die ursprünglich von ersterer verfochtenen Linienführung akzeptierte.
Bereits in einem am 7. Juni 1856 geschlossenen Staatsvertrag zwischen dem Königreich Preußen und der Landgrafschaft vom 7. Juni 1856 wurde in Artikel 5 vereinbart:

„Auf Landgräflich Hessischem Gebiete wird in möglichster Nähe bei der nächst dem Orte Staudernheim über die Nahe führenden Brücke (Langrafenbrücke) und der auf dieselbe leitenden Landstraße eine Anhaltestelle angelegt und fortdauernd unterhalten werden.“

Ferner wurde festgelegt, dass alle gewöhnlichen Züge hier anhalten mussten, die Schnellzüge allerdings nur in dem benachbarten preußischen Bahnhof Sobernheim. Nachdem der Abschnitt Bingerbrück–Kreuznach bereits 1858 befahrbar war, erfolgte die Eröffnung zwischen Kreuznach und Oberstein am 15. Dezember 1859, womit Staudernheim Anschluss an das Eisenbahnnetz erhalten hatte. 1884 erfolgte der zweigleisige Ausbau der Bahnstrecke.

### Entstehung der Glantalbahn
1860 bildete sich ein Komitee namens Notabeln des Glan- und Lautertales. Es setzte sich für eine Bahnstrecke ein, die in Kaiserslautern von der Pfälzischen Ludwigsbahn abzweigen, anschließend durch das Lauter- und das untere Glantal verlaufen und in Staudernheim auf die im selben Jahr vollendete Rhein-Nahe-Bahn treffen sollte. Preußen verhielt sich bedeckt, da es fürchtete, die Nahestrecke könne dadurch an Bedeutung verlieren. Unterstützung erhielt das Projekt jedoch von Hessen-Homburg, das seine Exklave Meisenheim ans Schienennetz angeschlossen haben wollte. Der hessische Geheimrat Christian Bansa setzte sich 1861 beim preußischen Außenministerium ebenfalls für die geplante Bahnverbindung ein und argumentierte, dass dafür eine größere Nachfrage existiere als für eine ebenfalls geplante Strecke entlang der Alsenz. Die Pläne scheiterten, da Preußen lediglich die Errichtung der in Bad Münster auf die Nahestrecke treffende Alsenztalbahn unterstützte.
Nachdem in den beiden darauffolgenden Jahrzehnten die Initiativen für einen im Glantal auf der Stelle getreten, schlossen Bayern und Preußen am 28. Oktober 1891 einen Staatsvertrag, der beinhaltete sie, seit 1883 betriebene Lautertalbahn Kaiserslautern–Lauterecken bis nach Staudernheim durchzubinden. Der Abschnitt Lauterecken–Odernheim wurde bereits im Oktober 1896 eröffnet. Der Lückenschluss nach Staudernheim verzögerte sich, da Grundbesitzer vor Ort versuchten, die Preise für den Geländeverkauf an die Bahn hochzuhandeln. Dementsprechend wurde das fehlende Teilstück erst im Dezember des Jahres in Angriff genommen. Am 1. Juli 1897 war die Strecke zwischen Kaiserslautern und Staudernheim auf ihrer vollen Länge befahrbar.
Im Zuge der Streckeneröffnung erfuhr der Bahnhof eine größere Erweiterung. In diesem Zusammenhang erhielt er unter anderem acht zusätzliche Weichen, drei Kopfgleise mit einer Länge von insgesamt 1500 Metern, eine Drehscheibe, deren Durchmesser 16,07 Meter betrug, Nebengleise, die insgesamt 297 Meter lang waren, eine Kopf- und Seitenrampe mit rund 200 Metern Länge. Am östlichen Teil des Bahnhofs entstand zudem eine Wasserstation für die Dampflokomotiven der Pfalzbahn.

### Weitere Entwicklung (1897–1945)
Da sich zwischenzeitlich die außenpolitischen Verhältnisse geändert hatte, wurde zur selben Zeit der Bau einer strategischen Bahn von Homburg nach Bad Münster verfochten; zwischen Glan-Münchweiler und Altenglan sollte die Bahnstrecke Landstuhl–Kusel und zwischen Lauterecken und Odernheim die in Kaiserslautern beginnende Bahnlinie mitbenutzt werden. Deren Eröffnung erfolgte schließlich 1904, wodurch das Teilstück Odernheim–Staudernhein zunächst zu einem Zubringerverkehr degradiert wurde. Während die Glantalbahn in ihrer Relation vom Homburg bis Bad Münster durchgehend zweigleisig ausgebaut worden war, blieb die Anschlussstrecke aus Staudernheim eingleisig.

### Nachkriegszeit (1945–1996)
Vor allem der Streckenabschnitt Odernheim–Bad Münster der strategischen Bahnlinie hatte außerhalb der Kriegszeiten nur geringe verkehrliche Bedeutung besessen, sodass er 1961 stillgelegt und in den beiden Folgejahren abgebaut wurde. Damit einhergehend wurde die Verbindung nach Odernheim zunächst aufgewertet, da Züge der Glantalbahn in Richtung Bad Münster fortan nach Staudernheim fahren und dort Kopf machen mussten. Zu diesen gehörten die beiden Eilzugpaare zwischen Zweibrücken und Mainz, die 1965 eingerichtet wurden. Initiator dieser Verbindung war der damalige Zweibrücker Oberbürgermeister Oskar Munzinger, der zu diesem Zeitpunkt ebenfalls im Landtag von Rheinland-Pfalz saß und seine beiden Arbeitsplätze miteinander verbunden haben wollte. Im Volksmund wurden diese Züge deshalb als „Munzinger-Express“ bezeichnet. 1967 gab es weiteres Paar zwischen Homburg und Gau Algesheim. Ab 1970 waren diese Verbindungen offiziell nur noch Nahverkehrszüge, ehe sie 1979 komplett eingestellt wurden.
Im Zuge einer Modernisierung der Nahetalbahn wurden im Bahnhof um 1980 die mechanischen Signalanlagen außer Betrieb genommen. Nachdem auf der Glantalbahn der Personenverkehr auf den Abschnitten Homburg–Glan-Münchweiler und Altenglan–Lauterecken-Grumbach bereits 1981 beziehungsweise 1985 eingestellt worden war, endete am 30. Mai 1986 auf dem Teilstück zwischen Lauterecken-Grumbach und Staudernheim die Personenbeförderung ebenfalls. Da in diesem Abschnitt mit Meisenheim und Odernheim nur noch zwei Bahnhöfe im Güterverkehr bedient wurden und ersterer von Lauterecken aus angefahren wurde, gab es zwischen Meisenheim und Odernheim keinen regulären Verkehr mehr. Am 25. September 1988 wurde Odernheim als Gütertarifpunkt geschlossen, die Gesamtstilllegung der unteren Glantalbahn erfolgte am 1. Juli 1996.

### Entwicklung seit 1996
Zwischenzeitlich wurde ein Gutachten erstellt, dass zu dem Ergebnis kam, dass eine Reaktivierung des unteren Glantalbahnabschnitts Lauterecken–Staudernheim wirtschaftlich sinnvoll sei. Eine Realisierung dieses Vorhabens scheiterte jedoch aus finanziellen Gründen. Um eine endgültige Stilllegung einschließlich Streckenabbau zu verhindern, hegten Studenten der Universität Kaiserslautern Pläne, wonach auf der Glantalbahn zwischen Altenglan und Staudernheim ein Betrieb mit Eisenbahn-Draisinen eingerichtet werden solle. Zu den Unterstützern dieses Projekts gehörte der Kuseler Landrat Winfried Hirschberger, dem im Jahr 2000 schließlich die Verwirklichung gelang. Der nördliche Ausgangspunkt der Draisinenstrecke befand sich zunächst nach dem Abzweig von der Nahestrecke, jedoch wurde sie an den Staudernheimer Bahnhof verlegt.
Ab 2008 existierten Pläne, den Bahnhof grundlegend zu modernisieren. Dies umfasste einen behindertengerechten Ausbau in Form der Anhebung der Bahnsteige auf eine Höhe von 55 Zentimetern, der Installation zweier Aufzüge, einer Rampe für Rollstuhlfahrer sowie eine Erneuerung der Treppenhäuser einschließlich Anpassung der Treppen an die neue Bahnsteighöhe. Die entsprechenden Bauarbeiten begannen im Jahr 2010; die Umbaukosten beliefen sich auf insgesamt 2,5 Millionen Euro. Im Juni 2012 waren die Arbeiten vollendet, sodass anschließend die offizielle Einweihung des modernisierten Bahnhofs unter Teilnahme mehrerer Landes- und Kommunalpolitiker stattfand.

## Verkehr

### Personenverkehr
Mit der durchgehenden Eröffnung der Nahestrecke im Jahr 1860 verkehrten insgesamt vier Zugpaare zwischen Saarbrücken und Bingerbrück. Aufgrund seiner untergeordneten Bedeutung hielten die Schnellzüge lediglich im benachbarten Sobernheim.
Mit der durchgehenden Eröffnung der unteren Glantalbahn im Jahr 1897 bis Staudernheim verkehrten durchgehende Züge von und nach Kaiserslautern über die seit 1883 bestehende Lautertalbahn, wodurch der Bahnhof eine verkehrliche Aufwertung erfuhr. Nachdem die Glantalbahn 1904 zwischen Homburg und Bad Münster auf ihrer vollen Länge eröffnet worden war, wurden diese Züge gestrichen. Fortan verkehrte auf dem zur Verbindungsstrecke degradierten Teilstück nach Odernheim Dampftriebwagen. Erst später gab es wieder durchgehende Verbindungen über Odernheim hinaus. Durch Stilllegung der Glantalbahn zwischen Odernheim und Bad Münster im Jahr 1961 fuhren alle Züge dieser Strecke über Staudernheim; bis zuletzt wurden viele von ihnen bis Sobernheim durchgebunden. Bis Anfang der 1990er Jahre war Staudernheim Halt von Regionalschnellbahnen, ehe diese Zuggattung aufgegeben wurde.
Da die Nahestrecke zwischen Saarbrücken und Türkismühle seit 1969 elektrifiziert ist, enden die Regionalbahnen (RB) in Richtung Westen bis auf wenige Ausnahmen bereits in Türkismühle; eine Elektrifizierung der restlichen Nahetalbahn scheiterte aufgrund der komplizierten Topographie der Strecke.
Täglich erfolgt eine stündliche Bedienung durch die Regionalbahnlinie RB 33. Im Stundentakt hält am Staudernheimer Bahnhof der Nahe-Express.

#### Verbindungen
| Linie | Strecke | Taktfrequenz                                     |
| ----- | --- | ------------------------------------------------ |
| RE 3  | Nahe-Express Saarbrücken Hbf – Neunkirchen (Saar) Hbf – Ottweiler (Saar) – Türkismühle – Idar-Oberstein – Staudernheim – Bad Kreuznach – Mainz Hbf (– Frankfurt (Main) Hbf) | Stundentakt, zweistündlich bis Frankfurt am Main |
| RB 33 | Nahetalbahn Idar-Oberstein – Staudernheim – Bad Kreuznach – Mainz Hbf | Stundentakt                                      |
|       | | Stand: 10. Dezember 2023                         |

### Güterverkehr
Noch bis Ende der 1980er Jahre wurde der Bahnhof im Güterverkehr bedient. Da die benachbarte Glantalbahn diesbezüglich nur noch eine untergeordnete Rolle gespielt hatte, verkehrten auf dem Teilstück nach Odernheim bis 1988 ein Übergabegüterzug bis nach Kirn, an dem die gesamte Fracht entlang der westlichen Nahetalbahn zusammengebracht wurde; ein Nahgüterzug fuhr anschließend bis nach Bingerbrück.